# Zeiselmauer-Wolfpassing
Zeiselmauer-Wolfpassing là một đô thị thuộc huyện Tulln trong bang Niederösterreich, Áo.